# Cratichneumon versator
Cratichneumon versator är en stekelart som först beskrevs av Carl Peter Thunberg 1822.  Cratichneumon versator ingår i släktet Cratichneumon och familjen brokparasitsteklar. Arten är reproducerande i Sverige. Inga underarter finns listade i Catalogue of Life.